# 13499 Steinberg
13499 Steinberg este un asteroid din centura principală de asteroizi.

## Descriere
13499 Steinberg este un asteroid din centura principală de asteroizi. A fost descoperit pe 1 octombrie 1986 la Caussols de CERGA. El prezintă o orbită caracterizată de o semiaxă mare de 3,21 ua, o excentricitate de 0,20 și o înclinație de 1,9° în raport cu ecliptica.